# Attila Valter
Attila Valter (* 12. června 1998) je maďarský profesionální silniční cyklista jezdící za UCI WorldTeam Visma–Lease a Bike.

## Kariéra
V roce 2019 se Valter připojil k týmu CCC Development Team poté, co předchozí sezónu strávil v sestavě Pannon Cycling Team. Na Tour de l'Avenir 2019 zvítězil v deváté etapě s cílem v Tignes. Následující rok se stal profesionálem s UCI WorldTeamem CCC Team. V první profesionální sezóně vyhrál etapový závod Tour de Hongrie poté, co o rok dříve dokončil na celkovém třetím místě, a stal se tak prvním maďarským vítězem tohoto závodu od roku 2005. V říjnu si pak odbyl debut na Grand Tours, když se zúčastnil Gira d'Italia. Před sezónou 2021 Valter přestoupil do UCI WorldTeamu Groupama–FDJ. Na Giru d'Italia 2021 se stal po šesté etapě lídrem závodu, čímž se stal prvním maďarským držitelem růžového trikotu v historii.

## Hlavní výsledky

### Silniční cyklistika
2017
Tour of Szeklerland
9. místo celkově
2018
Národní šampionát
 vítěz silničního závodu do 23 let
 vítěz časovky do 23 let
Mistrovství Evropy
9. místo silniční závod do 23 let
2019
Národní šampionát
 vítěz časovky
3. místo silniční závod
vítěz Grand Prix Cycliste de Gemenc I
Tour de l'Avenir
vítěz 9. etapy
Istrian Spring Trophy
2. místo celkově
vítěz 1. etapy
Bałtyk–Karkonosze Tour
2. místo celkově
 vítěz soutěže mladých jezdců
2. místo Grand Prix Cycliste de Gemenc II
Bělehrad–Banjaluka
3. místo celkově
 vítěz soutěže mladých jezdců
Tour de Hongrie
3. místo celkově
Tour of Antalya
3. místo celkově
4. místo Piccolo Giro di Lombardia
Tour Alsace
5. místo celkově
Carpathian Couriers Race
7. místo celkově
Turul României
7. místo celkově
CCC Tour – Grody Piastowskie
8. místo celkově
Sibiu Cycling Tour
10. místo celkově
2020
Tour de Hongrie
 celkový vítěz
 vítěz vrchařské soutěže
 vítěz soutěže maďarských jezdců
vítěz 5. etapy
Národní šampionát
2. místo časovka
Tour des Alpes-Maritimes et du Var
10. místo celkově
 vítěz soutěže mladých jezdců
10. místo Gran Piemonte
2021
Národní šampionát
2. místo časovka
Giro d'Italia
lídr  po etapách 6 – 8
lídr  po etapách 6 – 8
2022
Národní šampionát
 vítěz silničního závodu
4. místo Strade Bianche
Tour of the Alps
5. místo celkově
10. místo Mont Ventoux Dénivelé Challenge
2023
Národní šampionát
 vítěz silničního závodu
 vítěz časovky
Vuelta a Burgos
vítěz 2. etapy (TTT)
O Gran Camiño
4. místo celkově
Kolem Norska
4. místo celkově
5. místo Strade Bianche

#### Výsledky na Grand Tours
| Grand Tour      | 2020 | 2021 | 2022 | 2023 | 2024 |
| --------------- | ---- | ---- | ---- | ---- | ---- |
| Giro d'Italia   | 27   | 14   | 35   | —    | 22   |
| Tour de France  | —    | —    | —    | —    |      |
| Vuelta a España | —    | —    | —    | 22   |      |

| —   | Nezúčastnil se |
| DNF | Nedokončil     |

### Horská kola
2015
Národní šampionát
 vítěz cross-country juniorů
2016
Národní šampionát
 vítěz cross-country juniorů
2017
Národní šampionát
3. místo cross-country elite